# Marcela Citterio
Pour les articles homonymes, voir Citterio (homonymie).
Marcela Citterio est une actrice, réalisatrice et auteure  argentine.

## Filmographie
- 2007 - 2008 : Le Monde de Patricia
- 2010 : Aurora
- 2012 : La force du cœur (Corazón valiente)
- 2013 : Chica Vampiro
- 2013 : Un œil indiscret
- 2014 : Reina de corazones
- 2015 - 2016 : Yo Soy Franky
- 2017 : Heidi, Bievenida a la casa